# Dębowa Góra (Góry Opawskie)
Dębowa Góra (niem. Eich Berg) – wzgórze w polskiej części Gór Opawskich, w Sudetach Wschodnich, o wysokości 297 m n.p.m. Położone na obszarze Lasu Trzebińskiego, w masywie Gajnej, 4 km na wschód od Trzebiny i 6 km od Prudnika.

## Geografia
Jest to najniższe wzniesienie w Górach Opawskich. Dębowa Góra jest najbardziej na wschód wysuniętą kulminacją prudnickiej części Gór Opawskich. Jest ona fragmentem większego masywu Gajnej.

## Historia
Niemiecki odpowiednik nazwy Dębowa Góra – Eich Berg – pojawia się na mapach topograficznych sprzed 1918 i prawdopodobnie pochodzi od znajdującego się tu drzewostanu dębowego. Wschodni fragment Lasu Trzebińskiego od 1604 był własnością prudnickich mieszczan, którzy kupili wówczas Krzyżkowice, z należącymi do tej wsi polami i lasami. Na północ od Dębowej Góry dwa niewielkie fragmenty lasu należały pod koniec XIX wieku do mieszkańców Krzyżkowic i Dytmarowa.